# Colinap
La colinap o el napicol (en la variant valenciana) (Brassica napus L. subsp. rapifera Metzg.), és una espècie de planta cultivada de la família brassicàcia. La seva arrel i les seves fulles són comestibles. És molt usada en els pobles nòrdics d'Europa i Amèrica, als països catalans principalment en l'alimentació del bestiar. També s'escriu col-i-nap.
El colinap és una hortalissa de la família dels raves, la col, la coliflor, el bròquil o el nap. El napicol, de gust dolç, té molt poques calories pel seu baix contingut en greix i proteïna, i és molt ric en fibra, minerals i vitamines B i C. Té propietats nutritives i diürètiques.

## Descripció
És molt semblant al nap però té la polpa groguenca i una arrel més densa amb més brots i les arrels són collides quan assoleixen una mida més grossa. A diferència del nap té les fulles més suaus i ceroses.

## Història

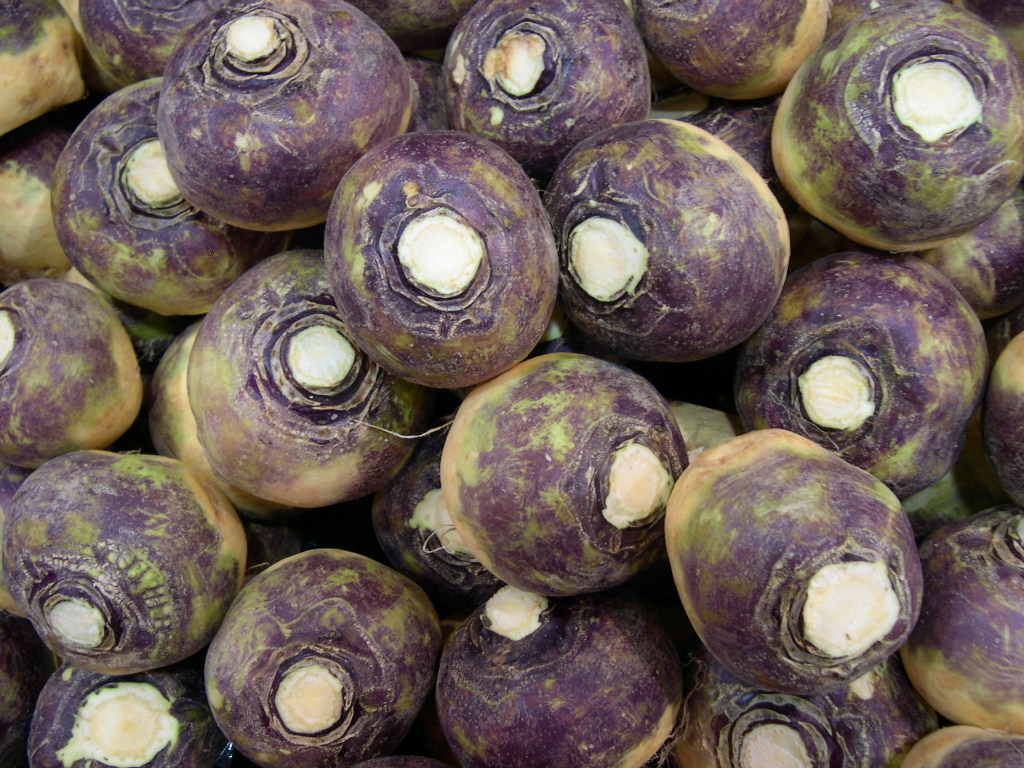
Collita de colinaps a Suècia

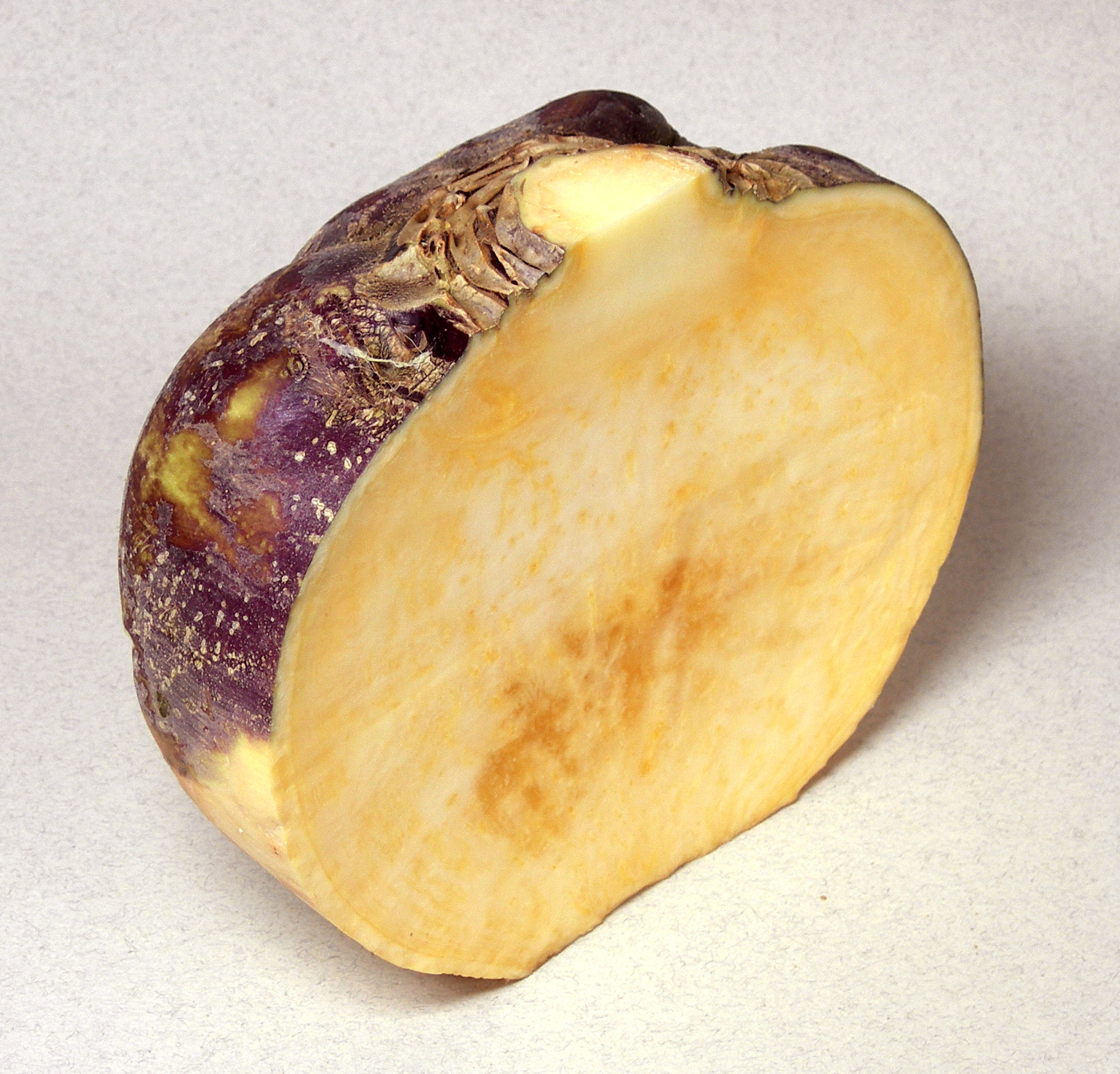
Tall d'una arrel

La primera menció escrita és del botànic suec Gaspard Bauhin el 1620, que menciona que creix silvestre a Suècia. Sovint es considera originària d'Escandinàvia o Rússia. Cap a final del segle xvii es va introduir a Anglaterra i França i consta que es conreava a Illinois el 1817.
Durant les dues guerres mundials, a Europa, en una economia de guerra, va ser elevada al rang d'aliment bàsic, ja que es conserven bé a l'hivern, creixen força bé sense aportació de fertilitzants i les seves llavors són fàcils de reproduir. A Alemanya es va incentivar les mestresses de casa a reunir tota mena de receptes a base de colinaps, fins al punt que a l'hivern els menús només contenien plats de colinaps matí, migdia i vespre. Aquest fet, haver estat el principal aliment dels temps de penúria de la Segona Guerra Mundial, va fer que no fos un plat apreciat i no hagi recuperat l’estima que havia tingut.
Actualment, a Europa, és cultiva principalment en horts i en agricultura biològica i biodinàmica per les seves virtuts alimentàries, medicinals i gastronòmiques.

## Taxonomia
La taxonomia sobre la colinap ha sofert molts canvis. El botànic suec Gaspard Bauhin, el 1620 li va donar el nom de Brassica napobrassica en la seva obra Prodromus. Carl Linnaeus el 1753 al seu llibre Species Plantarum la va considerar com una varietat botànica de B. oleracea: B. oleracea var. napobrassica. Posteriorment se l'ha considerat en altres tàxons com a varietat subespècie o elevada al nivell d'espècie com es va fer el 1768 sota el nom de Brassica napobrassica.

## Conreu
Necessita les mateixes condicions de creixement que el nap: temps fresc per a créixer ràpid i amb qualitat. Es planta a la primavera quan el terreny ja es pot treballar, també es pot fer la sembra a la tardor en climes d'hivern no gaire fred. Triga un mes i mig (menys?) en madurar que els naps.
S'adapta bé a les regions temperades, ja que suporta una congelació moderada (fins a menys onze graus per a les varietats ordinàries) amb la condició que el sòl estigui ben drenat. Es conreava a gran escala sobretot a les regions de clima oceànic o bromós; és a dir, Illes Britàniques, Escandinàvia, Països Baixos, Nord d'Alemanya, Nord-oest de Rússia, Oest a França i preferiblement en terres fortes i compactes que contribuïa a millorar. El rendiment pot superar les 50 tones/hectàrea.
El seu enemic més habitual és la mosca de la col (Delia radicum) però també la mosca de la ceba (Delia antiqua) i la mosca de la rel del nap (Delia floralis).

## Aspectes nutritius
Són plantes riques en betacarotè. Cuita té molt baix nivell calòric: 39 calories per 100 grams.. 1,3 grams de proteïnes i 6 grams de greixos. Destaquen els 326 grams de potassi. Té una quantitat baixa de sucres i molta fibra.
Per la seva composició en potassi, fòsfor i magnesi, així com pel seu baix contingut en sodi, es pot incloure en la dieta de persones amb problemes cardiovasculars i hipertensió. És un aliment diürètic, per la qual cosa es pot incloure en la dieta dels malalts renals.Les fulles de la planta de colinap poden consumir-se i aquestes posseeixen major valor nutritiu que el bulb, sobretot en carotens, vitamina C, calci, fòsfor i ferro, podent fins i tot doblar la quantitat present en el bulb.

## Ús
A la cuina es pot menjar crua o cuita. El puré de colinap és molt corrent. Es pot menjar gratinada amb formatge, sofregida o ofegada en oli i espècies. En amanides es talla en mandolina o amb forma de bastonets. Crua és lleugerament dolça. També es poden fregir com si fossin patates fregides, un preparat en què agafa un lleuger toc dolcenc que recorda el moniato.
Típicament, es sol afegir a l'arròs amb fesols com a part essencial d'aquesta recepta de cuina, ja que l'hi dona un gust molt característic.